# Гюнтер Блобел
Гюнтер Блобел (на немски: Günter Blobel) е силезийски германски и американски биолог и лауреат на Нобелова награда за физиология от 1999 г. за откритието, че протеините имат присъщи сигнали, които управляват пренасянето и локализацията им в клетката.

## Биография
Гюнтер Блобел е роден на 21 май 1936 г. във Валтерсдорф в пруската провинция Долна Силезия, разположена по това време в източна Германия. През януари 1945 г. семейството му се мести от родната Силезия в Дрезден, за да избяга от настъпващата Червена армия. По време на бомбардировките над Дрезден, Блобел, тогава на 8 години, остава със семейството си във ферма на роднина на запад от града.
Блобел губи по-голямата си сестра при въздушна бомбардировка на влак, в който тя пътува през 1945 г., малко след бомбардировката над Дрезден, докато по-големият му брат оцелява във войната и става ветеринарен лекар в Съединените щати.
След войната Блобел посещава гимназия в саксонския град Фрайберг. Учи медицина и завършва университета в Тюбинген през 1960 г. След две години медицински стаж той се мести в Мадисън, Уисконсин, следвайки по-големия си брат. Там се записва в местния Уисконсински университет и се присъединява към лабораторията на Ван Р. Потър за дипломната си работа. Блобел се дипломира през 1967 г. с докторска степен. След това се мести в Рокфелеровия университет като постдокторант при Джордж Палейд и скоро е назначен за преподавател. Блобел е назначен в медицинския институт „Хауърд Хюз“ през 1986 г.
През 1999 г. той получава Нобелова награда за физиология или медицина за откриването на сигналните пептиди.

## Личен живот
Блобел живее в Горен Ийст Сайд в Манхатън със съпругата си Лаура Майолио, собственичка на семеен италиански ресторант. Блобел е бил в борда на директорите на Nestlé и Съвета на научните управители на изследователския институт „Скрипс“. Освен това той е съосновател и председател на Научния консултативен съвет на Chromocell Corporation.